# 23-F: el dia més difícil del Rei
23-F: el dia més difícil del Rei és una minisèrie de dos capítols dirigida per Silvia Quer, escrita per Helena Medina i produïda per Pablo Usón i Daniel Hernández en Alea Docs & Films en coproducció amb Televisió Espanyola i Televisió de Catalunya. Compte el moment històric ocorregut el 23 de febrer de 1981, l'intent de cop d'estat del 23-F, amb un repartiment de primer nivell entre els quals destaquen Lluís Homar, en el paper de Joan Carles I i Emilio Gutiérrez Caba en el paper de Sabino Fernández Campo. Va ser emesa en castellà per TVE el 10 i 12 de febrer de 2009 i en català per Televisió de Catalunya el 19 de febrer de 2010.
És la minisèrie amb major índex d'audiència de la història en Espanya, amb 6.491.000 espectadors en el primer episodi (31% de quota de pantalla) i 6.920.000 en el segon (35% de quota de pantalla).

## Argument
"El 23 de febrer de 1981 comença a la Zarzuela com un dia més. A la tarda se celebrarà en el Congrés la votació d'investidura del nou president del Govern després de la dimissió de Suárez. El Rei no sospita que a les 18.23, els esdeveniments prendran un rumb inesperat".
En dos capítols, la sèrie recorda els moments de tensió viscuts pel sobirà.
En aquest escenari se situa la nova minisèrie de dos capítols que Televisió Espanyola estrena en l'aniversari de l'intent de cop d'Estat afavorit per Tejero, i sota el títol 23-F: El dia més difícil del Rei.
Dirigida per Silvia Quer i amb Lluís Homar en el paper del Rei i Emilio Gutiérrez Caba com a Sabino Fernández Campo, els capítols recordaran les hores de tensió viscudes pel monarca, els primers moments de confusió, la Reina Sofia actuant com a "companya de viatge"...
A més, reflectirà la relació personal que sorgirà entre Joan Carles amb alguns dels personatges del moment.

## Personatges[1]
- Joan Carles I (Lluís Homar)
- Sabino Fernández Campo (Emilio Gutiérrez Caba)
- Sofia de Grècia (Mónica López)
- Antonio Tejero (Manel Barceló)
- José Gabeiras Montero (Jordi Dauder)
- José Juste (Jesús Ferrer)
- Luis Torres Rojas (Juli Mira)
- General Topete (Joaquín Gómez)
- José Ignacio San Martín (Joan Massotkleiner)
- Irene de Grècia (Alícia Pérez)
- Francisco Laína (Pep Munné)
- Alfonso Armada (Juan Luis Galiardo)
- Jaime Milans del Bosch (José Sancho)
- Príncep Felip (Lluís Bou)
- Infanta Elena (Haidée Fernández de Terán)
- Infanta Cristina (Anna Viñas)
- Fernando Castedo (Albert Pérez)

## Premis i nominacions (10 & 7)
- Premi Ondas 2009 a la Innovació a la qualitat televisiva.
- Premi Gaudí 2009 a la Millor pel·lícula per a televisió.
- Premio Zàping 2009 al Millor actor (Lluís Homar).
- Nominació al Premi Zàping 2009 a la Millor sèrie.
- Premis ATEA 2009 a la Millor sèrie.
- Camaleó d'Or al Millor actor de televisió (Lluís Homar) al Festival de cinema i televisió de Islantilla 2009.
- Premi Interessant al Festival de Televisió i Ràdio de Vitòria-Gasteiz 'FesTVal' 2009.
- Silver Chest Prize en la 34a edició del prestigiós Golden Chest Festival de Bulgària 2009.
- Nominació a la Millor minisèrie al Festival Internacional de Televisió i Cinema de Nova York 2010.
- Nominació a la millor minisèrie al Festival Montecarlo.
- Nominació al millor actor (Lluís Homar).
- Nominació a la millor actriu (Mónica López).
- Premi ATV de 2009 a l'Actor de sèrie (Lluís Homar).[3]
- Premi ATV 2009 a la Millor pel·lícula per a televisió.[3]
- Nominació al Premi ATV 2009 al millor maquillatge i caracterització.[3]
- Premi Nacional de Televisió 2010[4]
- Nominació a la Millor producció espanyola en el Festival Internacional de la Creació Televisiva de Luchon (França)[5]

## Repartiment
En la sèrie participen quatre actors guanyadors del Premi Goya: Juan Luis Galiardo (2000), Jordi Dauder (2008), José Sancho (1997) i Emilio Gutiérrez Caba (2000 i 2001), aquest últim amb dues estatuetes.

## Audiència
És la minisèrie amb major índex d'audiència de la història en Espanya, amb 6.491.000 espectadors en el primer episodi i 6.920.000 en el segon.

## Errors
Malgrat el ben cuidada que està l'ambientació, la localització de les banderes no és correcta.
En concret hi ha una més que sospitosa inexactitud, en veure's com en els despatxos dels "dolents" apareix la bandera d'Espanya amb l'escut amb l'Àguila de Sant Joan, mentre que en la dels "bons" apareix la bandera en la seva configuració actual, que en realitat és posterior als fets que narra la sèrie.